# Tom Hall
Tom Hall, född 2 september 1964, är en amerikansk datorspelsdesigner.

## Biografi
Tom Hall studerade vid University of Wisconsin-Madison där han tog en högskoleexamen i datateknik. 1987 arbetade han som programmerare på Softdisk i Shreveport, Louisiana. Där kom han att träffa John Carmack, Adrian Carmack och John Romero, med vilka han kom att grunda id Software 1991. På id arbetade Hall som creative director och designer för bland annat Commander Keen, Wolfenstein 3D, Spear of Destiny och Doom.
Efter att Doom släppts 1993 lämnade Hall id Software efter att under en tid varit oense med Carmack om vilka spel de skulle utveckla. Han började istället arbeta på Apogee Software, ids förläggare där han designade Rise of the Triad, producerade Terminal Velocity. Han arbetade också med Duke Nukem II och Duke Nukem 3D.
Under 1996 hade även John Romero kommit att bli oense med John Carmack och lämnade id. Romero och Hall grundade tillsammans Ion Storm den 15 november 1996 där "design var lag". På Ion Storm arbetade Hall med Anachronox medan Romero tog sig an sitt drömprojekt Daikatana. Företaget var även utgivare för Warren Spectors Deus Ex. De grundade även Monkeystone games 2001 för att utveckla mobilspel i den då begynnande mobilspelsmarknaden.
Under åren därefter arbetade han på Midway Games med Romero under 2003-2005, sedan på Kingsisle Entertainment fram till 2011. Därefter tog han anställning på Loot Drop, ett företag som skulle satsa på sociala spel som under 2012 och 2013 höll två misslyckade Kickstarterkampanjer.
Sedan 2013 arbetar Hall som principal designer på PlayFirst.